# Bristol Ten-seater
El Bristol Ten-seater y el Bristol Brandon fueron aviones de transporte biplano monomotor británicos construidos por la Bristol Aeroplane Company a principios de la década de 1920. Sólo se construyeron tres ejemplares, dos de los cuales se utilizaron como transportes civiles y uno de ellos (el Bristol Brandon) sirvió en la Real Fuerza Aérea.

## Diseño y desarrollo

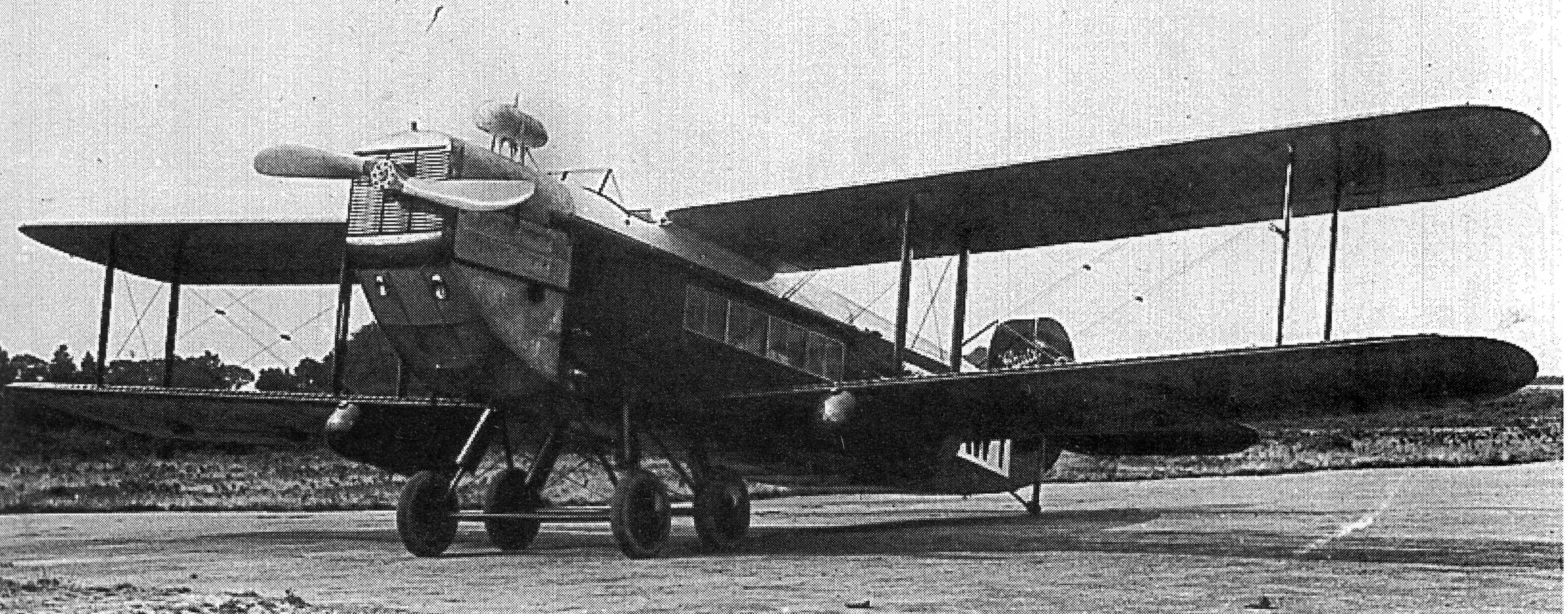
Ten-seater en 1921.

En 1919 y 1920, Frank Barnwell, diseñador jefe de la Bristol Aeroplane Company, consideró diseños de un avión de transporte comercial, que iban desde aviones monomotores de tres asientos hasta aviones de cuatro motores que transportaban diez pasajeros, no construyéndose ninguno de ellos. A principios de 1921, el gobierno británico decidió otorgar subsidios a las aerolíneas aprobadas, por lo que la dirección de Bristol autorizó a Barnwell a proceder con el diseño de un avión de transporte monomotor. Estaba previsto que fuera propulsado por un motor Bristol Jupiter, pero aún no había sido homologado, por lo que el prototipo inicial fue equipado con un motor Napier Lion en su lugar.
El prototipo con motor Lion, el Ten-seater (Type 62), con matrícula G-EAWY, voló por primera vez el 21 de junio de 1921. El Ten-seater era un gran biplano de dos vanos, con una cabina para nueve pasajeros y una cabina delantera para un solo piloto.
El segundo Ten-seater (Type 75), estaba propulsado por el motor Jupiter preferido, que estaba montado delante de un mamparo ignífugo, y toda la instalación del motor (o "power-egg") podía abrirse como una puerta para permitir un fácil acceso a la parte trasera del mismo. El Type 75 fue diseñado para acomodar a ocho pasajeros y dos tripulantes. Este avión, registrado G-EBEV, voló por primera vez en julio de 1922. El Consejo Aéreo ordenó un tercer Ten-seater (Type 79), para cubrir un requisito (Especificación 32/22) de un avión terrestre ambulancia monomotor para la Real Fuerza Aérea. Estaba equipado con alas de mayor cuerda, y tenía alojamiento para tres camillas y un asistente o dos camillas y cuatro pacientes sentados. Se inició la construcción de un cuarto aparato, igual al segundo, pero no se completó y se vendió como repuestos junto con el G-EBEV.

## Historia operacional
El Type 62 obtuvo su certificado de tipo el 14 de febrero de 1922 y fue transferido a la Instone Air Line para servicio en su ruta de Londres a París, transportando pasajeros y carga. Posteriormente fue transferido a Handley Page Transport Ltd.
El Type 75 recibió su certificado de tipo el 16 de julio de 1924. Para entonces, Instone Air Lines se había fusionado con las otras tres aerolíneas británicas subvencionadas para formar Imperial Airways. Imperial tenía una política de utilizar sólo aviones multimotor para vuelos de pasajeros, por lo que el Type 75 se convirtió en un carguero para transportar 820 kg de carga, entrando en servicio en la ruta Londres-Colonia el 22 de julio de 1924, continuando en servicio hasta 1926.
El Type 79 voló por primera vez el 19 de marzo de 1924 y fue entregado a la RAF, que bautizó el avión como Bristol Brandon en 1925 (matriculado J6997). Tenía sobrepeso a plena carga y no entró en servicio en el extranjero, siendo utilizado como ambulancia en RAF Halton, junto con los Avro Andover.

## Variantes
Ten-seater (Type 62)
Primer prototipo, propulsado por un motor Napier Lion de 340 kW (450 hp).
Ten-seater (Type 75)
Variante propulsada por un motor Bristol Jupiter IV de 317 kW (425 hp), uno construido y otro no completado.
Brandon (Type 79)
Tercer avión, construido como avión de transporte militar y ambulancia aérea para la RAF. Propulsado por un motor Bristol Jupiter IV.

## Operadores
Reino Unido
- Real Fuerza Aérea
- Handley Page Transport
- Imperial Airways
- Instone Air Line

## Especificaciones (Type 75)
Referencia datos: Bristol Aircraft Since 1910.

### Características generales
- Tripulación: Dos (pilotos)
- Capacidad: 8 pasajeros/816 kg
- Longitud: 12,3 m (40,5 ft)
- Envergadura: 17,1 m (56 ft)
- Altura: 3,4 m (11 ft)
- Superficie alar: 65 m² (699,7 ft²)
- Peso vacío: 1814 kg (3998,1 lb)
- Peso cargado: 3064 kg (6753,1 lb)
- Planta motriz: 1× motor radial de 9 cilindros refrigerado por aire Bristol Jupiter IV.
  - Potencia: 317 kW (437 HP; 431 CV)
- Hélices: Bipala de paso fijo

### Rendimiento
- Velocidad máxima operativa (Vno): 180 km/h (112 MPH; 97 kt)
- Alcance: 5 h 30 min
- Techo de vuelo: 2600 m (8530 ft)
- Carga alar: 47,1 kg/m² (9,6 lb/ft²)
- Potencia/peso: 0,104 kW/kg (0,063 hp/lb)

## Aeronaves relacionadas

### Aeronaves similares
- Avro Andover
- De Havilland DH.18
- De Havilland DH.34

### Secuencias de designación
- Secuencia Numérica (interna de Bristol): ← 53 - 55 - 57 - 62 - 71 - 72 - 73 - 75 - 76 - 77 - 79 - 81 - 83 - 84 →